# Indiske Plade
Den Indiske Plade er en tektonisk plade, som oprindelig var en del af det gamle Gondwana-kontinent, fra hvilket den rev sig løs for siden at blive en af de større plader. Den smeltede sammen med den tilstødende Australske Plade for omkring  50-55 millioner år siden. Den udgør i dag den største del af den Indo-Australske Plade som omfatter det indiske subkontinent foruden en del af bassinet under det Indiske Ocean.
I den sene Kridt-tid for omkring 90 millioner år siden, efter at det sammensluttede Indien og Madagaskar havde revet sig løs fra Godwanaland, rev den indiske plade sig løs fra Madagaskar. Den begyndte at bevæge sig mod nord med en hastighed på omkring 20 cm/år.  og stødte så sammen med Asien for 50-55 millioner år siden i Eocæn-epoken af Kænozoikum-æraen. I løbet af denne tid tilbagelagde den indiske plade en distance på 2.000-3.000 km og bevægede sig hurtigere end nogen anden kendt plade. I 2007 fastslog tyske geologer, at grunden til, at den indiske plade bevægede sig så hurtigt, er, at den kun er halvt så tyk som de andre plader, som tidligere udgjorde Gondwanaland.
Kollisionen mellem den Eurasiatiske Plade langs med grænsen mellem Indien og Nepal dannede de orogener, som formede det Tibetanske Plateau og Himalaya-bjergkæden, ved at sediment løftede sig op som jord foran en plov.
Den indiske plade bevæger sig i øjeblikket mod nordøst med en hastighed på 5 cm/år, medens den eurasiatiske plade bevæger sig mod nord med en hastighed af kun 2 cm/år. Dette medfører, at den eurasiatiske plade deformerer, og at den indiske plade komprimerer med en hastighed på 4 mm/år. 

## Jordskælvet i Det Indiske Ocean 2004
Det 9,3 momentmagnitude store jordskælv i Det Indiske Ocean i 2004 blev forårsaget af spændinger i  den subduktionszone, hvor den indiske plade glider ned under Burma-pladen i det østlige Indiske Ocean med en hastighed på 6 cm/år. Sunda Graven dannes langs denne grænse, hvor den Indo-australske og den Eurasiatiske Plade mødes. Jordskælv i denne region skyldes enten thrust-faulting, hvor de geologiske brudlinjer brydes i rette vinkler i forhold til graven, eller strike-slip faulting hvor materiale øst for brudlinien giver efter langs gravretningen. 
Som alle tilsvarende store jordskælv blev 26. december 2004-begivenheden forårsaget af thrust-faulting. En 100 km lang rystelse fik omkring 1.600 km af grænseområdet til at glide ned, som flyttede brudlinjen 15 m og løftede havbunden adskillige meter, som så i sin tur skabte den store tsunami.

## Jordskælvet i Kashmir 2005
Den 8. oktober 2005 indtraf et jordskælv med en størrelse af 7,6 nær Muzaffarabad, Kashmir, Pakistan, som dræbte mere end  80.000 mennesker, og som gjorde mere end 2,5 millioner hjemløse.

## Eksterne links
- The collision of India and Asia (90 mya — present), by Christopher R. Scotese, from the Paleomap Project. Retrieved December 28, 2004.
- Magnitude 9.0 off W coast of northern Sumatra Sunday, December 26, 2004 at 00:58:49 UTC: Preliminary earthquake report Arkiveret 13. november 2006 hos  Wayback Machine, from the U.S. Geological Survey. Retrieved December 28, 2004.

34°25′55″N 73°32′13″Ø / 34.431944444444°N 73.536944444444°Ø